# 俄罗斯自由意志党
俄罗斯自由意志党（羅馬化：Libertarianskaya partiya Rossii）是俄罗斯联邦的一个右翼自由意志主义政党，成立于2008年，其基础是“自我所有权和互不侵犯原则”。该党有两名成员当选为地方官员，一名在莫斯科，另一名在莫斯科州。第一位，维拉·基查诺娃，2012年当选为莫斯科南图申诺区地方议员。第二位，安德烈·谢尔涅夫，2014年当选为莫斯科州普希金诺区的独立地方议员。该党协调亚当斯密论坛，即在莫斯科举行的年度国际自由意志主义者会议，参与组织自由人论坛，讨论俄罗斯政治，并举办其他活动和出版物，包括月报和播客系列。该组织参与了2021年俄罗斯抗议事件。